# Římskokatolická farnost Rožná nad Pernštejnem
Římskokatolická farnost Rožná nad Pernštejnem je územním společenstvím římských katolíků v rámci žďárského děkanství brněnské diecéze s farním kostelem svatého Havla.

## Historie farnosti
První písemné zprávy o obci Rožná jsou z roku 1349. Kostel svatého Havla, stojící na kopci, se připomíná poprvé roku 1398, vznikl však zřejmě ve druhé polovině 13. století. Farní matriky jsou vedeny od roku 1708. Fara se připomíná roku 1573, avšak již roku 1590 je farnost filiálkou k Bystřici, od roku 1650 pak filiálkou Strážku. Samostatná duchovní farnost byla v Rožné znovu zřízena v roce 1749. Nynější podobu má farnost od roku 1765, kdy byla vystavěna nynější jednopatrová fara.  V roce 1987 se v roženském kostele konala tajná volba opata strahovské premonstrátské kanonie, z níž jako nový opat vzešel Michael Josef Pojezdný.

## Duchovní správci
Administrátorem excurrendo je od 1. srpna 2012 R. D. Mgr. Martin Pernička.

## Bohoslužby
| Kostel                  | Místo | Bohoslužba (den)                                                                                | Hodina                                 | Poznámka        |
| ----------------------- | ----- | ----------------------------------------------------------------------------------------------- | -------------------------------------- | --------------- |
| svatého Havla           | Rožná | neděle středa                                                                                   | 7.45 17.30 (zima)/18.30 (léto)         | farní kostel    |
| svatého Jakuba Staršího | Bukov | neděle (střídavě po měsíci s Věžnou) středa 1x za 14 dní sobota (střídavě po měsíci s Věžnou)   | 11.00 17.00 18.00 v létě, 16.00 v zimě | filiální kostel |
| svatého Martina         | Věžná | neděle (střídavě po měsíci s Bukovem) středa 1x za 14 dní sobota (střídavě po měsíci s Bukovem) | 11.00 17.00 18.00 v létě, 16.00 v zimě | filiální kostel |

## Aktivity ve farnosti
Dnem vzájemných modliteb farností za bohoslovce a bohoslovců za farnosti brněnské diecéze je 11. květen. Adorační den připadá na 18. prosince. Ve farnosti se pravidelně koná tříkrálová sbírka. V roce 2016 se při sbírce vybralo v Rožné 20 125 korun. 